# Habiba Dembélé
Habiba Dembélé Sahouet est une journaliste de télévision ivoirienne. 
Elle est actuellement présentatrice du journal télévisé de 20 heures sur La Première. Elle est directrice des reportages institutionnels de la première chaîne publique. Cette journaliste a plusieurs fois reçu des menaces de mort répertoriées par Reporters sans frontières (RSF),.